# Tajfun Helen
Tajfun Helen  – cyklon tropikalny, który we wrześniu 1972 roku nawiedził Japonię, powodując śmierć 87 osób oraz straty szacowane na 102 miliony dolarów. 

## Historia tajfunu
13 września w okolicach Wyspy Guam na obszarze niskiego ciśnienia uformował się sztorm tropikalny Helen. Następnego dnia sztorm przekształcił się w tajfun, który zaczął się kierować, ku wybrzeży Japonii. 15 września, tajfun osiągnął najwyższą zanotowaną prędkość 185 km/h i tego samego dnia natarł na wschodnie wybrzeże Japonii. Tajfun przedarł się przez ląd w okolicach Osaki i dotarł do Morza Japońskiego. 17 września, tajfun stracił na sile, a następnie całkowicie zanikł. 

## Skutki
Tajfun Helen spowodował straty oszacowane na 102 miliony dolarów. Na Morzu Japońskim, tajfun zatopił kilka łodzi rybackich, powodując śmierć 24 rybaków. Wiele innych jednostek zostało wyrzuconych na brzeg. Łączna liczba ofiar śmiertelnych tajfunu to 87 osób. Ponadto, tajfun poważnie uszkodził lub całkowicie zniszczył ponad 70 tysięcy budynków. Wywołał również liczne lawiny błotne.